# Musique narrative

La trame sonore du jeu The Legend of Zelda: The Wind Waker, parue en 2002 sur la Nintendo GameCube, est reconnue pour son usage abondant de musique narrative afin de tisser des liens entre la musique et le fil narratif du jeu.

La musique narrative, autrement appelée narrativité musicale ou narration musicale (de l'anglais « musical storytelling »), désigne toute musique qui remplit des fonctions narratives en lien avec une histoire donnée. Son but premier est de participer à la narration d'une histoire, généralement sans l'entremise d'un support linguistique. La narrativité d'une musique est définie selon les différents paramètres musicaux qui la constituent (par exemple la structure, la mélodie et le tempo) et leur lien avec les éléments du récit.
La musique narrative est souvent employée aujourd'hui en musique à l'image, dans laquelle une bande-son est synchronisée avec un médium visuel. La musique de film et la musique de jeu vidéo sont parmi les exemples les plus notables où la musique narrative est employée. Néanmoins, l'utilisation de la musique narrative existe depuis bien plus longtemps. L'opéra est largement reconnu comme étant le prédécesseur de la musique de film et un acteur important dans l'histoire de la narrativité musicale. Les découvertes archéologiques d'instruments de musique primitifs suggèrent également que les premières formes de musique narrative remonteraient à plus de 43 000 ans.

## Définitions

### Narratologie et diégèse
La narratologie est une science qui étudie la narration et qui se penche sur les techniques narratives employées dans les œuvres littéraires. Cette discipline fait partie essentielle de la musique narrative puisque les différents éléments narratifs d'un récit (tels que les personnages, les archétypes, l'intrigue, et la structure temporelle) sont étroitement liés aux paramètres musicaux qui constituent une pièce de musique narrative. En d'autres termes, la musique ne peut posséder de faculté narrative que si un lien avec la diégèse est clairement établi et observable par l'auditeur. Par exemple, une mélodie de type leitmotiv peut être rattachée à un personnage précis et évoluer avec celui-ci dans l'intrigue, ce qui permet à l'auditeur de faire le lien entre la musique et le récit.
La trame sonore du jeu The Legend of Zelda: The Wind Waker (2002), composée par Kenta Nagata, Hajime Wakai, Tōru Minegishi, et Kōji Kondō, est reconnue pour son utilisation de leitmotive. En plus de faire des clins-d'œil fréquents à des pièces musicales classiques de la série, la trame sonore du jeu emploie le thème de la chanson « Aryll's Theme » et « Outset Island » afin de situer le personnage joueur dans l'intrigue, de décrire la séquence d'événements impliquant sa sœur Aryll, et de représenter la relation de cette dernière par rapport à Zelda, personnage emblématique du jeu.
Bien que l'existence d'une séquence narrative en musique soit sujette au débat auprès des narratologues, il existe un rôle clé que remplit la sémiotique afin de conjuguer la musique et la narration.

### Paramètres musicaux
Les paramètres musicaux désignent l'ensemble des composantes qui forment une pièce musicale et qui, dans le cas de la musique narrative, remplissent des fonctions plus ou moins liées au récit. Les paramètres d'une pièce musicale comprennent notamment :
- La structure
- Le tempo et la rythmique
- La mélodie
- La tonalité (ou l'absence de celle-ci)
- L'harmonie
- L'instrumentation

L'usage de diverses techniques de composition conjointement avec les paramètres musicaux constitue un outil essentiel à la composition d'une musique narrative.

## Usage
La musique narrative est « généralement composée d’après un élément extra-musical (un texte, un conte, une poésie, une légende...) [qu'elle] est chargée de décrire ». Lorsque appliquée à l'image, elle a aussi pour fonction de dicter à l'auditeur l'émotion qu'il ou elle doit ressentir à un moment du récit.

### Musique à l'image
On qualifie de musique à l'image toute musique qui est composée, synchronisée et apposée à un support visuel. On l'utilise afin d'appuyer le sujet visuellement représenté et d'en faire ressortir le sens, l'émotion et l'impact voulus. 
« Nous ne venons pas au cinéma pour entendre de la musique. Nous demandons à la musique d’approfondir en nous une impression visuelle. » – Maurice Jaubert
La narrativité constitue un élément clé dans la composition d'une œuvre à l'image. L'utilisation de techniques de composition en relation avec les différents éléments narratifs du récit confère à la musique à l'image son caractère marquant auprès de l'auditeur. Les formes les plus courantes de musique à l'image aujourd'hui sont, notamment, la musique de film et la musique de jeu vidéo. Il existe toutefois de nombreuses autres applications, dont le théâtre, l'opéra et la comédie musicale.

## Caractéristiques
« Grâce à ses “voix”, dont les instruments de musique fournissent une équivalence, la pièce musicale contiendrait des “personnages” qui interagissent entre eux. »

– Michael Toolan
Une pièce de musique narrative est réalisée en créant des liens entre ses paramètres musicaux et les éléments du récit. La mélodie est sans doute le paramètre musical le plus aisément attribué à un élément du récit, soit les personnages. Un exemple d'utilisation de la mélodie comme fonction narrative serait deux instruments solistes qui se répondent dans une pièce d'orchestre, imitant ainsi un dialogue entre deux personnages.
Les plans sonores peuvent également accomplir un rôle narratif dans la musique : une ligne de basse, des percussions et des harmonies forment un « cadre », ou un « arrière-plan », qui aide le lecteur à situer l'histoire et son contexte.
Le rythme et les harmonies d'une œuvre se rattachent à la temporalité d'une histoire en créant une cadence dans la pièce, de la même façon que la séquence d'événements d'un récit dictent son rythme : un tempo accéléré ou une marche constante peuvent indiquer un point mouvementé dans l'histoire, tandis qu'un changement soudain du tempo suggérerait qu'un événement marquant s'est produit. Des harmonies hautes en tension, qui sortent de l'environnement diatonique, et des progressions d'accords qui s'enchaînent rapidement peuvent souligner une tension dans le schéma narratif, tel un élément déclencheur ou un revirement de situation. Au contraire, si le rythme demeure constant et les harmonies dépourvues de tension, l'auditeur pourrait déduire que la musique décrit un moment calme et peu mouvementé du récit.
La tonalité et l'instrumentation d'une pièce lui confèrent une atmosphère et un caractère uniques que le compositeur peut utiliser pour représenter l'intrigue et le genre littéraire d'une histoire. La tonalité est un paramètre musical notable dans l'écriture de musique narrative, car elle est très souvent utilisée pour représenter l'atmosphère et le sentiment généraux d'une œuvre (tels l'utilisation du mode majeur pour décrire une scène heureuse et du mode mineur naturel pour peindre un moment triste). L'instrumentation est particulièrement efficace pour représenter le genre et l'univers d'une œuvre littéraire – des synthétiseurs peuvent être utilisés pour dépeindre un univers de science-fiction, tandis qu'on associera naturellement un ensemble à cordes, par exemple, au roman gothique.
Bien que les paramètres musicaux soient typiquement associés aux éléments narratifs décrits ci-haut, l'étendue des liens que le compositeur peut créer entre sa pièce et le récit littéraire ne s'arrête pas qu'à ces exemples. Il relève de la créativité et de l'originalité du compositeur•trice de créer des liens efficaces entre les paramètres musicaux d'une pièce et les éléments narratifs d'un texte littéraire.